# San Giorgio Scarampi
San Giorgio Scarampi (piemontiul: San Giòrs ëd jë Scaramp) település Olaszországban, Piemont régióban, Asti megyében. Lakosainak száma 94 fő (2023. január 1.). San Giorgio Scarampi Olmo Gentile, Roccaverano, Vesime és Perletto községekkel határos.

## Népesség
A település lakossága az elmúlt években az alábbi módon változott:
| Lakosok száma | 121  | 114  | 94   |
|               | 2017 | 2018 | 2023 |